# الراعي والنساء (فلم)
الراعي والنساء هو فيلم مصري عرض عام 1991، من بطولة سعاد حسني وأحمد زكي ويسرا وميرنا وليد ومن إخراج علي بدرخان، قصة الفيلم مقتبسة من القصة الإيطالية جريمة في جزيرة الماعز.

## قصة الفيلم
تعيش الأرملة وفاء مع ابنتها الوحيدة المراهقة سلمى وعزة شقيقة زوجها في منزل كامل الصحراوى المنعزل، يصل للمنزل حسن خريج السجون وزميل المهندس كامل زوج وفاء الراحل في زنزانته ليعرض مساعداته على النساء الثلاثة وبعد تردد يوافقن على إقامته معهن، ولكنهن يقعن في حبه وتتنافس كل منهن للفوز به.

## طاقم التمثيل
- سعاد حسني: (وفاء)
- أحمد زكي: (حسن)
- يسرا: (عزة)
- ميرنا وليد: (سلمى)
- أشرف فارس: (المهندس كامل)

## فريق العمل
- إخراج: علي بدرخان
- سيناريو: محمد شرشر، عصام علي، علي بدرخان
- مدير التصوير: طارق التلمساني
- مونتاج: عادل منير
- إنتاج: النسور للإنتاج والتوزيع الفني (ممدوح يوسف)
- موسيقى تصويرية: راجح داوود
- توزيع: اتحاد الفنانين للسينما والفيديو

## عن الفيلم
- قصة الفيلم مقتبسة من قصة جريمة في جزيرة الماعز للكاتب المسرحي الإيطالي أوغو بيتي[الإنجليزية].
- في نفس توقيت عرض الفيلم، تم إعادة إنتاج فيلم آخر بنفس القصة المأخوذ عنها الفيلم للممثلة نادية الجندي باسم رغبة متوحشة مع محمود حميدة، وسهير المرشدي، وحنان ترك، وأخرجه خيري بشارة، مما تسبب في مشاكل مع الجهتين المنتجتين.[بحاجة لمصدر]
- يعتبر آخر عمل فني شاركت به الفنانة سعاد حسني.

## روابط خارجية
- مقالات تستعمل روابط فنية بلا صلة مع ويكي بيانات